# Guds hand (film)
Guds hand (italienska: È stata la mano di Dio) är en italiensk dramafilm från 2021 i regi av Paolo Sorrentino.

## Utmärkelser
Filmen vann David di Donatello för bästa film 2022.

## Roller (urval)
- Filippo Scotti – Fabietto Schisa
- Toni Servillo – Saverio Schisa
- Teresa Saponangelo – Maria Schisa
- Massimiliano Gallo – Franco
- Luisa Ranieri – Patrizia
- Renato Carpentieri – Alfredo